# Miller (Missouri)
Miller é uma cidade localizada no estado americano de Missouri, no Condado de Lawrence.

## Demografia
Segundo o censo americano de 2000, a sua população era de 754 habitantes.
Em 2006, foi estimada uma população de 795, um aumento de 41 (5.4%).

## Geografia
De acordo com o United States Census Bureau tem uma área de
2,0 km², dos quais 2,0 km² cobertos por terra e 0,0 km² cobertos por água. Miller localiza-se a aproximadamente 377 m acima do nível do mar.

## Localidades na vizinhança
O diagrama seguinte representa as localidades num raio de 20 km ao redor de Miller.